# Wierzba wykrojona
Wierzba wykrojona, wierzba Kitaibela (Salix retusa) – gatunek rośliny należący do rodziny wierzbowatych. Rodzimym obszarem jej występowania są góry Europy. W Polsce roślina rzadka, występuje głównie w Tatrach.

## Morfologia
PokrójBardzo mały, płożący się krzew alpejski, tzw. krzewinka szpalerowa z gałązkami przylegającymi do ziemi lub skał.
PędyGałązki krótkie i gęsto rozgałęzione, pomiędzy nimi nieliczne długie, prętowate pędy. Pędy nagie, zwykle wyraźnie połyskujące. Pąki wypukłe, okryte pojedynczą łuską, zupełnie tępe, drobne i liczne, nie zwężone u nasady
LiścieLiście dość grube, odwrotnie jajowate, klinowato zwężające się, na końcach lekko wycięte lub tępe, rzadko lekko zaostrzone. Blaszki liściowe o długości 1-2,5 cm, żywozielone, połyskujące, o orzęsionych brzegach, nieowłosione. Nerwy boczne w liczbie 3–4 wyrastają wyraźnie skośnie, na spodniej stronie słabo widoczne. Przylistki odpadają bardzo szybko, tak, że przeważnie nie obserwuje się ich na pędach.
KwiatyRoślina dwupienna. Kwiaty zebrane w kotki o nieodpadających łuskach. Kotki, mające wraz z ulistnionym trzonkiem 1-3 cm długości wyrastają jednocześnie z liśćmi. Kwiaty męskie mają po dwa miodniki o nierównej wielkości i dwa wolne pręciki. Kotki żeńskie o łuskach jednobarwnych. Kwiaty żeńskie mają dwa miodniki, słupek nagi, z krótką szyjką na szypułce o długości 0,5 mm (czasami do 1,5 mm).

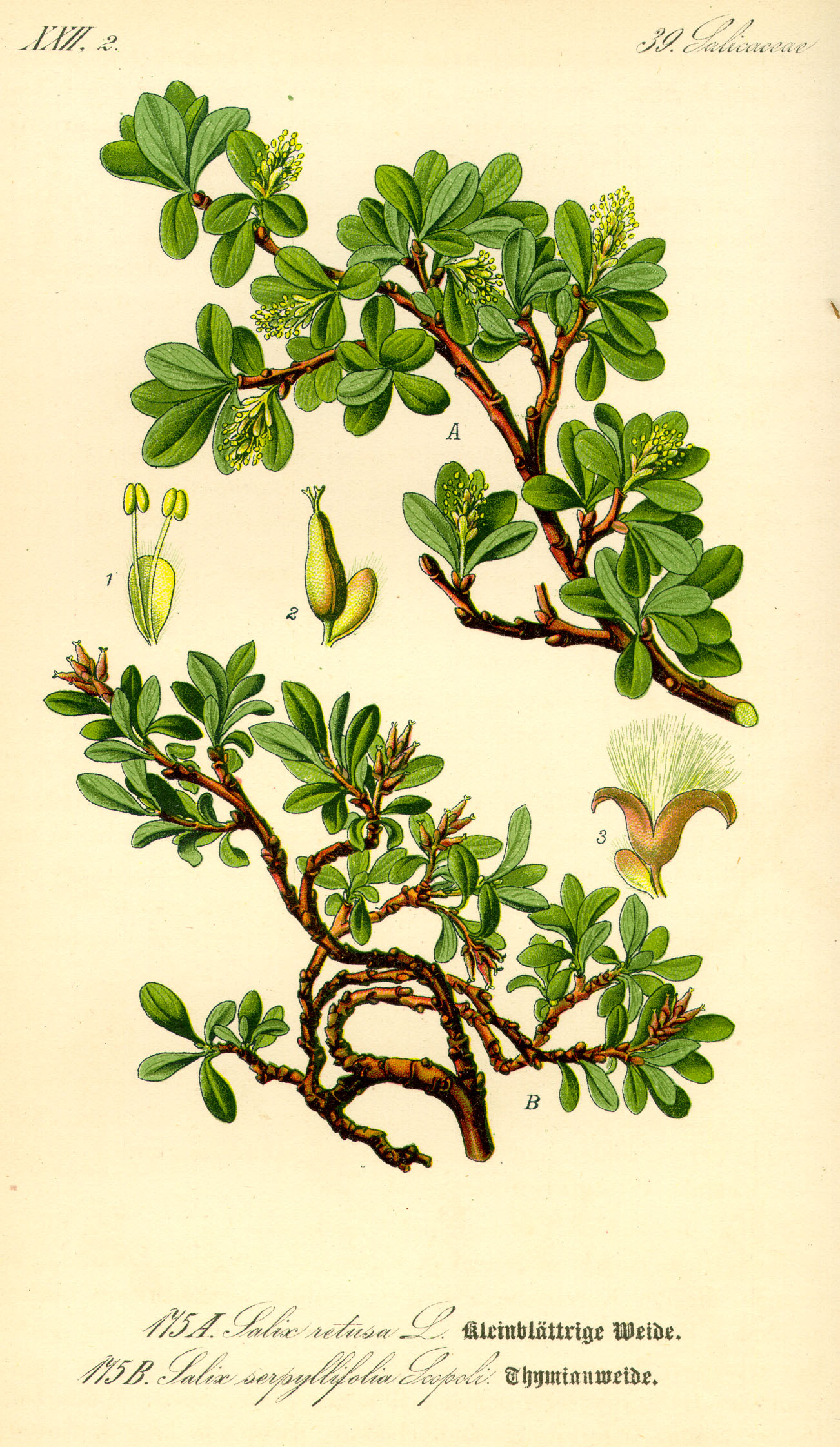
Morfologia
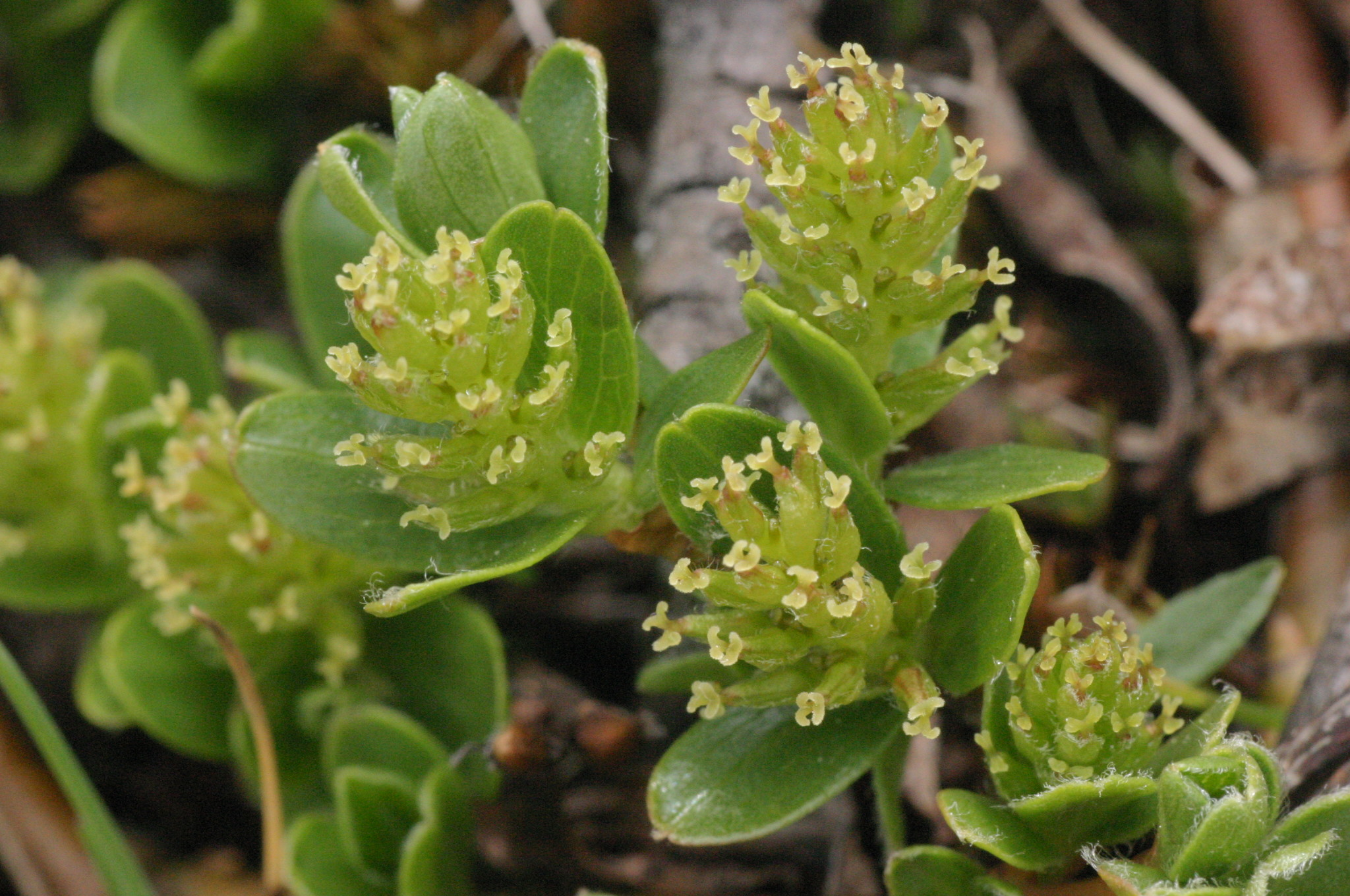
Kwitnące pędy
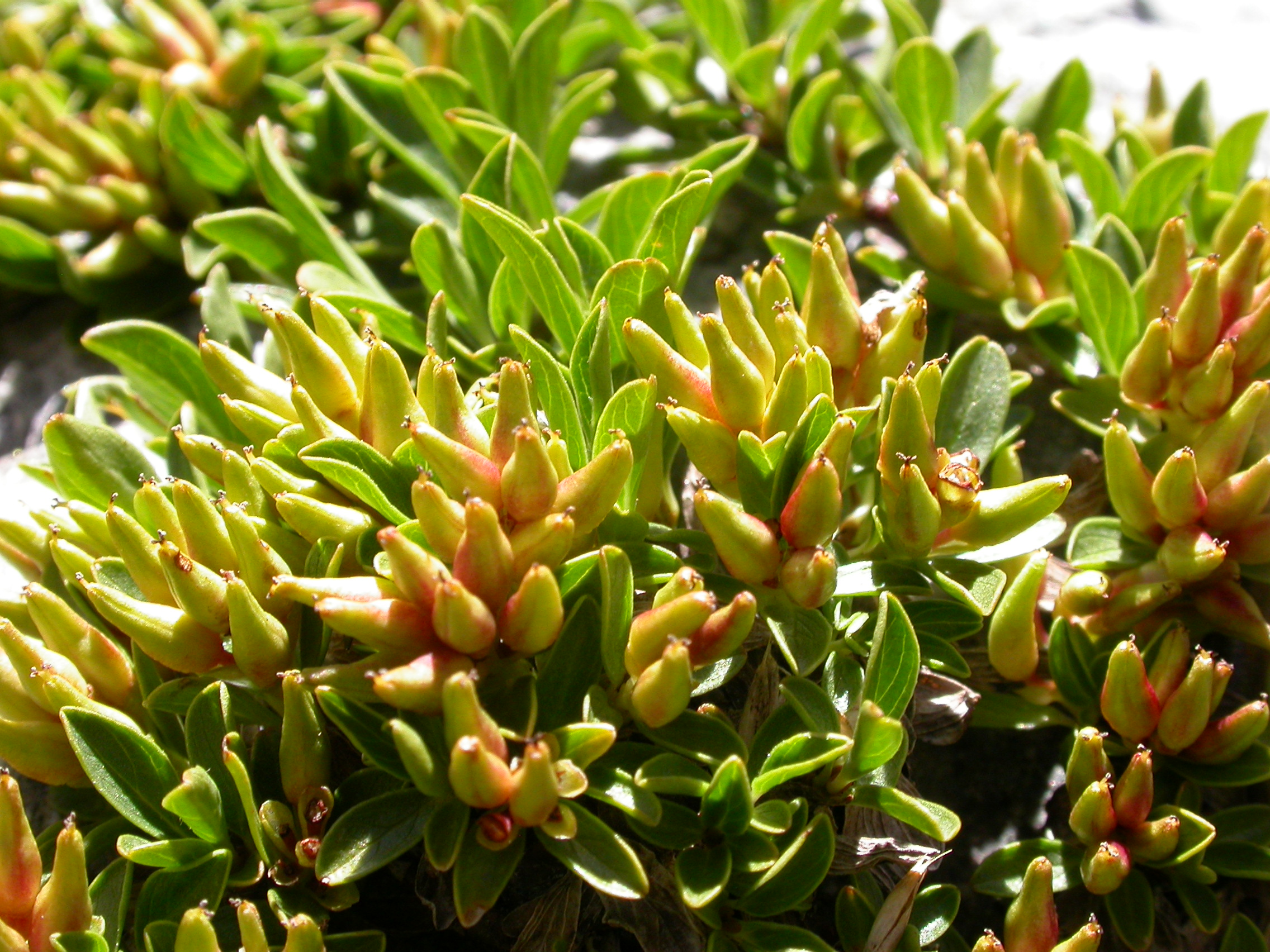
Dojrzewające mieszki z nasionami

## Biologia i ekologia
- Rozwój: roślina wieloletnia. Jest owadopylna, kwitnie w lipcu. Nasiona rozsiewane przez wiatr.
- Siedlisko: roślina wysokogórska (oreofit). Wszędzie występuje tylko w górach, w Europie na wysokości 1500–2500 m n.p.m.[7]. Występuje w kosówce i piętrze alpejskim, głównie na podłożu wapiennym. Rośnie na skałkach, murawach, wyleżyskach, w miejscach chłodnych o wilgotnym powietrzu.
- W klasyfikacji zbiorowisk roślinnych gatunek charakterystyczny dla rzędu (O.) Arabidetalia coeruleae i Ass. Salicetum retuso-reticulatae[8].
- W górach pełni ważną rolę; dzięki rozległemu i mocnemu systemowi korzeniowemu i płożących się pędach łączy odłamki skalne zapobiegając erozji zboczy[9].

## Zmienność
- W Polsce występuje jeszcze podgatunek – wierzba Kitaibela (Salix retusa ssp. kitaibeliana), przez niektórych uważany za odrębny gatunek. Ma on bardzo podobną budowę, jest tylko około dwukrotnie większy i liście jego mogą być słabo zaostrzone. Występuje w takim samym środowisku jak typowy gatunek.
- Czasami można spotkać różniące się od typowej formy, trudne do oznaczenia mieszańce z w. oszczepowatą, w. zielną, w. żyłkowaną, w. dwubarwną[6].